# Pyridoxin
Pyridoxin ist eine feste, wasserlösliche chemische Verbindung. Sie gehört der Vitamin B6-Gruppe an.
Zu dieser Gruppe gehören auch Pyridoxal, Pyridoxamin sowie die jeweiligen phosphorylierten Derivaten, die in vivo leicht ineinander umgewandelt werden. Der wichtigste Vertreter ist jedoch Pyridoxalphosphat.

## Geschichte
Die physiologische Bedeutung von Pyridoxin wurde durch diätetische Fütterversuche an Ratten 1934 durch Paul György entdeckt und die Verbindung erstmals 1938 kristallin dargestellt. Die vollständige Aufklärung seiner Konstitution gelang bereits ein Jahr später. Der Wirkmechanismus wurde insbesondere von Alexander E. Braunstein in den 1950er Jahren geklärt. Heute wird Pyridoxin zur Gruppe der B-Vitamine als Vitamin B6 gezählt und findet, wie auch sein Hydrochlorid, als Arzneistoff Anwendung.

## Vorkommen
Pyridoxin kommt hauptsächlich im pflanzlichen Gewebe vor.

## Bedarf
In der Literatur wird der Bedarf mit 1,2–1,5 mg pro Tag angegeben.

## Synthese

### Synthese nach Roche / DSM
Als Ausgangspunkt dient hier 2-Chloracetessigsäureethylester, der mit Formamid zum 4-Methyloxazol-5-carbonsäureester kondensiert wird. Im nächsten Schritt wird aus diesem mit Ammoniak das Amid gebildet und anschließend mit Phosphorpentoxid in das Nitril überführt. Das so entstandene 4-Methyloxazol-5-carbonitril reagiert in einer Diels-Alder-Reaktion mit dem cyclischen Ketal von 2-Buten-1,4-diol bei 180 °C zum Primäraddukt, das unter Cyanwasserstoffabspaltung das cyclische Ketal von Pyridoxin mit Aceton ergibt. Eine saure Spaltung liefert schließlich Pyridoxin.

### Synthese nach MSD
Die Firma MSD beginnt mit DL-Alanin, das mit Ethanol und HCl zum Ethylester-Hydrochlorid verestert wird. Mit Formamid entsteht im nächsten Schritt der N-Formyl-DL-alanin-ethylester, der mit Phosphorpentoxid zum 5-Ethoxy-4-methyloxazol reagiert. Dieses wird mit 2-Isopropyl-4,7-dihydro-1,3-dioxepin, dem Acetal aus 2-Buten-1,4-diol und Isobutyraldehyd, bei 180 °C und anschließender saurer Spaltung zu Pyridoxin umgesetzt.

### Synthese nach BASF
Bei der Methode der BASF wird der Methyloxazol-5-carbonsäureester zuerst alkalisch hydrolysiert und anschließend unter Wärmezufuhr decarboxyliert. Das entstandene 4-Methyloxazol wird mit 3-Methylsulfonyl-2,5-dihydrofuran zu 6-Methyl-1,3-dihydrofuro[3,4-c]pyridin-7-ol umgesetzt. Dieses wird mit Salzsäure zum Endprodukt gespalten.

## Pyridoxin und Traumerleben
Eine Studie von 2002 mit 12 Probanden berichtete, dass bei der täglichen Einnahme von 250 mg Pyridoxin vor dem Schlafengehen sich nach drei Tagen ein stärkeres Traumerleben einstellte. Diese Ergebnisse wurden durch eine randomisierte, doppelblinde, Placebo-kontrollierte Folgestudie (2018) mit 100 Probanden validiert.